# Bruttomiete
Von Bruttomiete oder auch Inklusivmiete spricht man, wenn alle Nebenkosten für ein gemietetes Objekt direkt mit der Miete gezahlt werden und keine weiteren Kosten mehr entstehen. Wenn alle Nebenkosten separat abgerechnet werden, spricht man von Nettomiete.

## Bezeichnung Bruttomietzins in Österreich
Die Bezeichnung Bruttomietzins (auch Bruttomiete, Bruttomonatsmiete genannt) steht in Österreich für den
- Haupt- oder Untermietzins
- zuzüglich Betriebs-/Nebenkosten
- zuzüglich übernommene Kosten für Heizung und Warmwasser (formulare.bmf.gv.at/service/formulare/inter-Steuern/pdfd/9999/Geb1a.pdf)

Die Höhe der Bemessungsgrundlage ist abhängig 
• von den vertraglich vereinbarten Leistungen und 
• der vertraglich vereinbarten Laufzeit
Zur Bemessungsgrundlage gehören alle wiederkehrenden und einmaligen Leistungen, der Bestandnehmer zu erbringen hat, um den Gebrauch der Bestandsache zu erhalten.
Derartige wiederkehrende Leistungen sind zB • Miete,
• Betriebskosten,
• übernommene Umsatzsteuer,
• übernommene Kosten für Warmwasser und Beheizung, 
• Verpflichtung zur Versicherung des Bestandobjektes.
Hauptverwendungsgebiete des Bruttomietzins sind:
- Berechnung von Provisionen von Immobilienmaklern
- Vergebührung des Mietvertrags[3]

Die Verwendung der Bezeichnung Brutto im Zusammenhang mit der Ausnahme der Umsatzsteuer führt hier öfter zu Verwirrung. Bei der Berechnung der Vergebührung des Mietvertrages ist zu beachten, dass die Bemessungsgrundlage sich aus der Summe von Bruttomietzins und die zu entrichtende Umsatzsteuer ergibt.